# Verblind
Verblind is het derde stripverhaal uit de reeks van J.ROM - Force of Gold, een spin-off van de stripreeks Suske en Wiske met Jerom in de hoofdrol. Het verhaal werd uitgegeven in september 2015.

## Verhaal
Er wordt een aanslag op een boortoren gepleegd door een schim. Jerom wordt op ATTICA II gemarteld door Radic, maar deze gevangene is sterker dan de gevangenisdirecteur dacht. Jerom vertelt dat hij de bewaking moet opschroeven. Deze waarschuwing wordt genegeerd en bewaker Winters wordt gesommeerd een zuurstofmasker te brengen aan Mantis, wiens middenrif inzakt. Bij Force probeert men het virus uit te schakelen, het heeft het systeem beschadigd en alle opnames zijn onbruikbaar. Wel is te achterhalen dat er een Force-jet, vlammenwerpers en hydraulische tangen zijn gestolen uit het magazijn. CY geeft aan dat de robots een zender in hun borst hebben, waarmee ze in verbinding staan met Yulls en met elkaar. Professor Barabas heeft contact met Amanda en vertelt dat Jerom af en toe depressieve periodes doormaakt; dit kan te maken hebben met een psychotrauma in zijn jeugd. Amanda vraagt zich af wat er in de prehistorie is gebeurd en ze vraagt CY of de geheime locatie waar J is achterhaald kan worden.
In de ATTICA II vertelt Bluegrass dat hij nu pas beseft dat Jerom op de wolkenkrabber heeft geprobeerd iedereen te redden en dat Jerom de enige is die tegen Mantis kan strijden. Hij vergeeft Jerom de dood van zijn zus. Jerom geeft hem een briefje voor Force met zijn locatie en Bluegrass is verbaasd dat er nog ander Force-leden in leven zijn. Pi neemt contact op met Amanda, ze is op een boortoren en heeft Yulls te pakken gekregen. Ze heeft de dag ervoor een andere boortoren vernietigd die ook werd gebruikt door de vijand die een wereldwijde aardbeving wil veroorzaken. Robots boren een tunnel in de aardkorst waar een gigantische bevingsbom in zal worden geplaatst. Pi vertelt nog dat ze de zender uit een robot heeft gehaald en daarmee in contact met Amanda kan blijven. Yulls kan de locatie van Pi echter achterhalen door middel van deze zender. Het zuurstofgehalte op ATTICA II daalt opeens en iedereen wordt naar de noodkamer gebracht. Er breekt een gevecht uit tussen personeel en gevangenen en Mantis ontsnapt. Bluegrass komt met een zuurstofmasker en gaat samen met Jerom naar het lanceerplatform. 
Suárez valt Bluegrass aan, maar Jerom kan hem uitschakelen. Het zuurstofmasker van Bluegrass is echter beschadigd en hij weigert de hulp van Jerom. Hij wil dat Jerom zijn zus wreekt en blijft op ATTICA II achter. Jerom vertrekt in een oude capsule naar de aarde om Mantis te stoppen. Jerom neemt contact op met Birdsong en vertelt dat Mantis is ontsnapt en hoort dat de mannen van Mantis Pi in hun macht hebben. Als de capsule van Jerom door de dampkring naar de aarde vliegt, staat er opeens een man in een zwart kostuum op de capsule. Hierdoor verandert de koers van de capsule en er naderen nog meer mannen in zwarte kostuums. Jerom springt uit de capsule en wordt door de mannen achtervolgd. Mantis is op het boorplatform en heeft de robots die een tunnel in de aardkost boren naar de dampkring gestuurd om Jerom tegen te houden. De robots zijn allen vernietigd en Mantis biedt aan om zelf verder te boren. Yulls haalt een pak voor Mantis en vertelt dat er een bom aan boord is, maar hij weet niet waar.
Jerom haalt Pi uit haar cel, waar ze vlak daarvoor brand heeft gesticht. Yulls probeert hen te stoppen, maar Pi kan hem verslaan. Ze wil de bom die zij aan boord bracht nu laten afgaan om de aardbeving te stoppen. Mantis dreigt het geheim van Jerom bekend te maken, ooit vertelde Jerom hem over een fatale razernij uit zijn jeugd. Dan ontploft de bom en Pi, Mantis en Jerom komen in de zee terecht. Jerom en Mantis vechten en Pi komt boven water. Op tv is een nieuwsbericht over een mysterieuze zeebeving, enkele kustgebieden zijn ontsnapt aan een tsunami. Ook is er een tweede boortoren vernietigd, er is een verdwaasde man in een reddingsboot gevonden. Dit zou gaan om de ex-Force-agent J.Rom, maar de minister van justitie ontkent alles. Pi komt bij Jerom en vertelt dat CY een nieuwe missie voor hem heeft. Jerom vraagt zich af hoe vaak de wereld nog gered moet worden. Hij zoekt Amanda op en zij vertelt dat Jerom een nachtmerrie heeft gehad; hij riep huilend om zijn moeder.